# Alstroemeria
Alstroemeria é um género botânico pertencente à família Alstroemeriaceae. Em português é também conhecida por alstroeméria ou astromélia. 

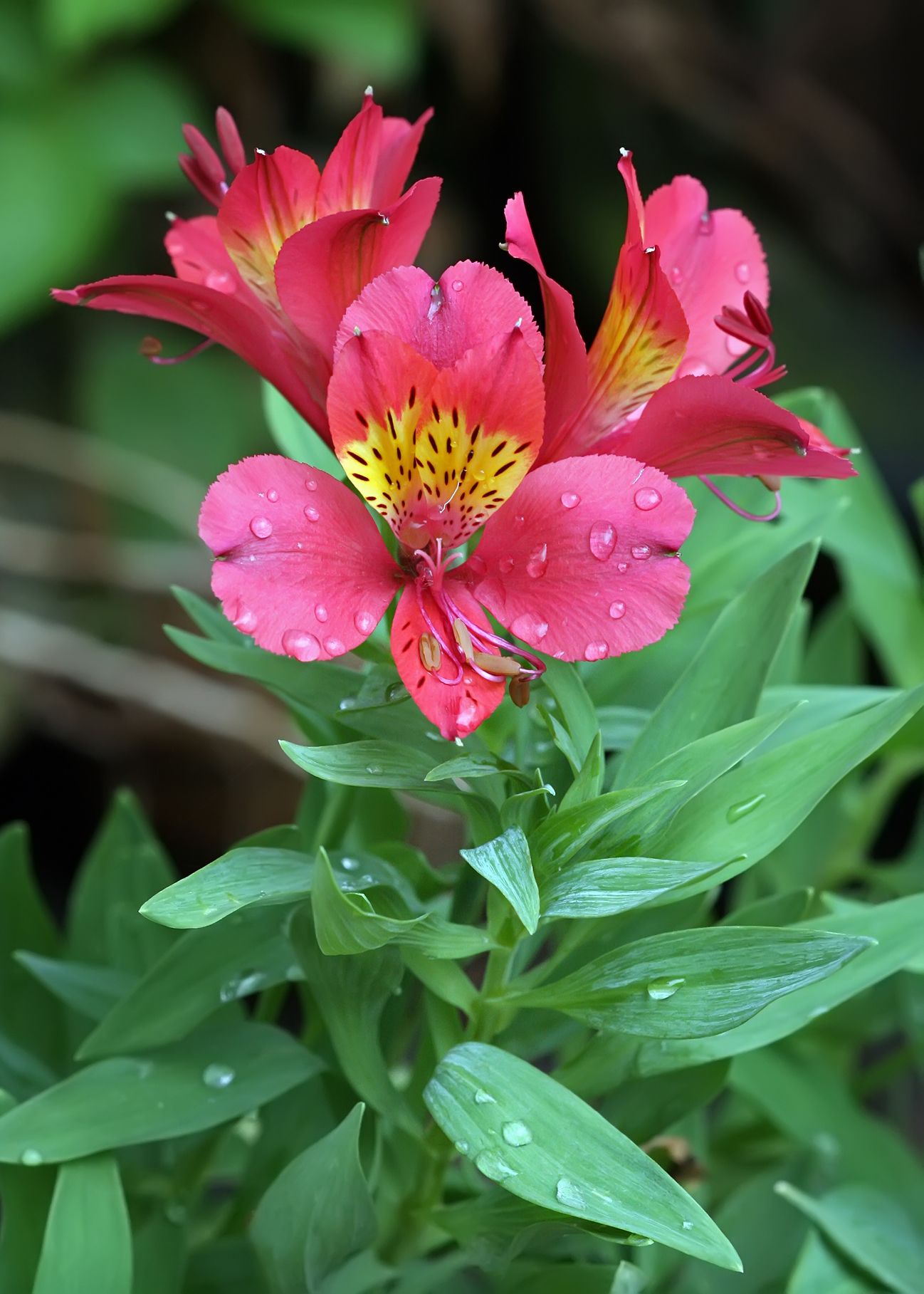
Alstroemeria × hybrida no Jardim Botânico de Lalbagh

## Descrição
As plantas deste gênero crescem a partir de um aglomerado de tubérculos.  Eles enviam caules férteis e estéreis, os caules férteis de algumas espécies chegando a 1,5 metro de altura.  As folhas são dispostas alternadamente e ressupinadas, torcidas nos pecíolos de forma que a face inferior fique para cima.  As folhas são de formato variável e as lâminas têm bordas lisas.  As flores são solitárias ou carregadas em umbelas.  A flor tem seis pétalas cada uma com até 5 centímetros de comprimento.  Eles vêm em muitos tons de vermelho, laranja, roxo, verde e branco, salpicado e listrado e estriado com cores mais escuras.  Existem seis estames curvos.  O estigma tem três lóbulos.  O fruto é uma cápsula com três válvulas. Alstroemeria é classificada como uma monocotiledônea inferior, o que significa que as pétalas estão localizadas acima do ovário e as folhas são paralelas.

## Taxonomia
O género foi descrito por Carlos Lineu e publicado em Planta Alstroemeria 8. 1762. A espécie-tipo é Alstroemeria pelegrina L.

## Etimología
Alstroemeria: nome genérico escolhido por Carlos Lineu em honra de seu amigo, o botânico sueco Clas Alströmer (Claus von Alstroemer).

## Cores e nomes por variedade
- Amarela (caribean, senna, lemon, shakira, jamaica, isola)
- Branca (whitney, bianca, whistler, avalnche, akemi)
- Rosa (dubai, jumbo, cherise, wilhelmina, livorno, modena, alina)
- Vinho (hellena, napoli, real)
- Lilas (celeste, Stratus)
- Salmão ( milos)
- Vermelha ( angelina )
- Laranja (tropicana, vesuvio, flame)
- Roxa (onix)